# عبدالرزاق بلوچ
عبدالرزاق بلوچ (انگلیسی: Abdul Razzaq Baloch؛ زادهٔ ۱۰ اوت ۱۹۳۶) دوچرخه‌سوار اهل پاکستان بود.